# Dead Inside
"Dead Inside" là một bài hát của ban nhạc alternative rock người Anh Muse, đồng thời là ca khúc phát hành mở đầu cho Drones, album phòng thu thứ bảy của nhóm. Đĩa đơn được ra mắt vào ngày 23 tháng 3 năm 2015. Cùng ngày đó, video ca từ của bài hát được đăng tải trên trang YouTube chính thức của ban nhạc và ca khúc cũng được phát sóng trên kênh BBC Radio 1. Câu chuyện của Drones bắt đầu với "Dead Inside" (tạm dịch tiếng Việt: "Chết từ bên trong"), khi nhân vật chính mất hết hi vọng để rồi dễ dàng bị các thế lực đen tối trong "Psycho" hãm hại. Ngay sau khi phát hành, bài hát đã đoạt vị trí quán quân trên các bảng xếp hạng Rock and Metal, Rock Airplay và Alternative Songs của Hoa Kỳ, qua đó góp phần giúp Drones trở thành album đầu tiên trong sự nghiệp của Muse có được vị trí dẫn đầu trên bảng xếp hạng Billboard 200.

## Bối cảnh và sáng tác
| “                                           | Đây chính là nơi mà câu chuyện trong album được bắt đầu, khi nhân vật chính mất đi hết mọi niềm hi vọng và dường như bị 'Chết từ bên trong', chính vì vậy nên hắn dễ dàng bị các thế lực xấu trong bài "Psycho" hãm hại, và điều này vẫn cứ tiếp diễn trong vài bài hát tiếp đó của album, cho đến khi nhân vật chính bị thương tật, vùng lên và chiến thắng các thế lực này ở phần cuối câu chuyện. | ” |
| — Matthew Bellamy, phỏng vấn với tờ Gigwise | |   |

 Năm 2014, Matt Bellamy chia tay vợ mình là nữ diễn viên Kate Hudson và bài hát này được sáng tác nhằm khơi lại cảm xúc của anh về cuộc chia tay đó. Trong cuộc phỏng vấn với tạp chí Q, Matt cho biết "Dead Inside" nói về "một mối quan hệ đổ vỡ và một cõi lòng dường như đã héo mòn".

## Phát hành
"Dead Inside" là đĩa đơn đầu tiên phát hành từ album phòng thu thứ bảy Drones của Muse vào ngày 23 tháng 3 năm 2015, cũng là ca khúc mở đầu cho album của nhóm nhạc này. Trong ngày hôm đó, video lời bài hát cũng được Muse đăng tải lên kênh YouTube của ban nhạc, đồng thời ca khúc cũng được ra mắt trên kênh BBC Radio 1. Tới ngày 28 tháng 4 năm 2015, video âm nhạc chính thức của "Dead Inside" mới được ban nhạc đăng tải lên Youtube. Bài hát cũng được phát hành cùng "Psycho" trên trang Amazon.com dưới định dạng Audio CD với mệnh giá 4,41 £, trong khi được phát hành trên Ebay dưới định dạng đĩa đơn quảng bá với mệnh giá 80 £. "Dead Inside" đã có những thành công nhất định trên các bảng xếp hạng, đứng thứ 71 trên UK Singles Chart vào ngày 29 tháng 3 năm 2015, đồng thời chiếm giữ vị trí quán quân trên US Rock Airplay vào ngày 23 tháng 5 năm 2015.

## Đánh giá chuyên môn
"Dead Inside" là một ca khúc nhạc synthrock. Tạp chí âm nhạc Rolling Stone mô tả đây là một "ca khúc kinh dị về những mối quan hệ" và nó đã "tạo kịch tính cho album mới Drones [của ban nhạc]". Theo bài viết, "Muse đã biến cái kết đầy biến động của một mối quan hệ thành một bài hát funky pop trong 'Dead Inside', bài hát mới nhất từ album Drones sắp ra mắt của nhóm. Trưởng nhóm Matt Bellamy đã trình bày phần điệp khúc cùng với các thành viên trong nhóm giống như một người đang đau đớn, tổn thương hát với kĩ thuật hát Gang đến những phần lời nặng âm bass như "Tôi thấy điều kì diệu trong đôi mắt em/ bên ngoài em vẫn bừng cháy và còn sống, nhưng cõi lòng em đã chết" ("I see magic in your eyes/on the outside you're ablaze and alive, but you're dead inside"). Nhà phê bình Collin Brennan từ tạp chí Consequence of Sound cũng miêu tả "Dead Inside" mang yếu tố synthpop, ông còn so sánh bài hát với những nhạc phẩm của Depeche Mode. Mark Beaumont từ tạp chí NME viết, "Nhiều người cho rằng 'Dead Inside' là một đòn công kích nhằm vào cô bạn gái cũ Kate Hudson của Bellamy với những tiếng khóc run rẩy "Em không có linh hồn sao?/Nó dường như đã chết từ lâu rồi" ("Do you have no soul?/ It’s like it died years ago"), đưa ta trở về với hai quả bom nhạc electropop trước đây là 'Madness' và 'Panic Station' trong The 2nd Law".

## Video âm nhạc

Kathryn McCormick và Will Wingfield trong video âm nhạc của "Dead Inside"

Ngày 3 tháng 4 năm 2015, Muse đã chia sẻ những hình ảnh cắt từ video âm nhạc của ca khúc trên tài khoản Instagram của nhóm cũng như tay trống Dominic Howard. Ngày 5 tháng 4 năm 2015, cả hai nghệ sĩ múa đương đại người Mỹ là Kathryn McCormick và người từng lọt vào chung kết cuộc thi So You Think You Can Dance Will Wingfield đều được xác nhận xuất hiện trong video âm nhạc "Dead Inside". Các động tác vũ đạo trong video đều do Tessandra Chavez, CEO của Unity Dance Ensemble và cũng là biên đạo múa có tiếng trong chương trình So You Think You Can Dance dàn dựng. Video âm nhạc được phát hành ngày 28 tháng 4 năm 2015 với Robert Hales đảm nhiệm vai trò đạo diễn. Cây viết David Watt của trang All-Noise bình luận về video, "Ngay cả khi âm thanh của video có chút lạ lẫm, nó vẫn hoàn hảo với bài hát và khiến chủ đề 'dead inside' thêm phần độc đáo".

## Trình diễn trực tiếp
Ngày 20 tháng 7 năm 2015, Damian Fanelli của Guitarworld.com đã giới thiệu một clip độc quyền của ca khúc "Dead Inside" do Muse biểu diễn trực tiếp từ chuyến lưu diễn đặc biệt của nhóm, Guitar Center Live: Muse at the Mayan, được phát sóng vào ngày 10 tháng 7 năm 2015. "Dead Inside" cũng nằm trong danh sách bài hát biểu diễn của nhóm trong chuyến lưu diễn toàn cầu Drones World Tour. Vào năm 2016, ca khúc tiếp tục được Muse biểu diễn tại sự kiện âm nhạc Glastonbury.

## Danh sách bài hát
| Đĩa CD | Đĩa CD        | Đĩa CD     |
| STT    | Nhan đề       | Thời lượng |
| ------ | ------------- | ---------- |
| 1.     | "Dead Inside" | 4:23       |
| 2.     | "Psycho"      | 5:28       |

| Đĩa đơn quảng bá | Đĩa đơn quảng bá                | Đĩa đơn quảng bá |
| STT              | Nhan đề                         | Thời lượng       |
| ---------------- | ------------------------------- | ---------------- |
| 1.               | "Dead Inside" (Hiệu đính radio) | 3:50             |

## Đội ngũ thực hiện
Đội ngũ tham gia thực hiện "Dead Inside" dựa trên phần bìa ghi chú của album Drones.
- Matthew Bellamy – sáng tác, hát chính, biên khúc, piano, guitar, keyboard, biên soạn
- Christopher Wolstenholme – ghita bass, hát đệm
- Dominic Howard – trống, bộ gõ

## Xếp hạng
| Xếp hạng (2015)                                   | Vị trí cao nhất |
| ------------------------------------------------- | --------------- |
| Bỉ (Ultratip Flanders)                            | 12              |
| Bỉ (Ultratop 50 Wallonia)                         | 28              |
| Canada (Canadian Hot 100)                         | 94              |
| Phần Lan (Suomen virallinen lista)                | 26              |
| Pháp (SNEP)                                       | 23              |
| Scotland (OCC)                                    | 43              |
| Thụy Sĩ (Schweizer Hitparade)                     | 44              |
| Ý (FIMI)                                          | 53              |
| Anh Quốc (OCC)                                    | 71              |
| Anh Quốc Rock and Metal (OCC)                     | 1               |
| Hoa Kỳ Rock Airplay (Billboard)                   | 1               |
| Hoa Kỳ Alternative Songs (Billboard)              | 1               |
| Hoa Kỳ Bubbling Under Hot 100 Singles (Billboard) | 11              |
| Hoa Kỳ Hot Rock Songs (Billboard)                 | 13              |
| Hoa Kỳ Mainstream Rock (Billboard)                | 10              |